# پیرزن‌ماهی
پیرزن‌ماهی (نام علمی: Enoplosus armatus) نام یک گونه از زیرراسته سوف‌ماهی‌شکلیان است.